# Sphaerostephanos loherianus
Sphaerostephanos loherianus är en kärrbräkenväxtart som först beskrevs av Christ, och fick sitt nu gällande namn av Holtt. Sphaerostephanos loherianus ingår i släktet Sphaerostephanos och familjen Thelypteridaceae. Inga underarter finns listade.